# 吕良镇
吕良镇，是中华人民共和国江苏省淮安市金湖县下辖的一个乡镇级行政单位。2018年7月撤销吕良镇、陈桥镇，设立新的吕良镇。以原吕良镇所辖区域及原陈桥镇的振兴、新丰、张坝、丰乐、前进5个村委会和兴隆居委会区域为吕良镇行政区域。吕良镇人民政府驻泰山居委会境内，办公地址为为民路1号。

## 行政区划
吕良镇下辖以下地区：
泰山社区、大庄社区、赤水村、幸福村、陈庄村、金淮村、孙集村、花园村、付圩村、沿湖村、三圆村和军舍村。